# 広田弘毅
- 広田弘毅
- 廣田弘毅

広田 弘毅（ひろた こうき、旧字体：廣田 弘毅、1878年〈明治11年〉2月14日 - 1948年〈昭和23年〉12月23日）は、日本の外交官、政治家。勲等は勲一等。旧名は丈太郎（じょうたろう、旧字体：丈󠄁太郞）。
外務大臣（第49・50・51・55代）、内閣総理大臣（第32代）、貴族院議員などを歴任した。石屋の倅から立身出世して位を極めたが、戦後の極東軍事裁判で文官としては唯一のA級戦犯として有罪判決を受け死刑となった。

## 生涯

### 生い立ち

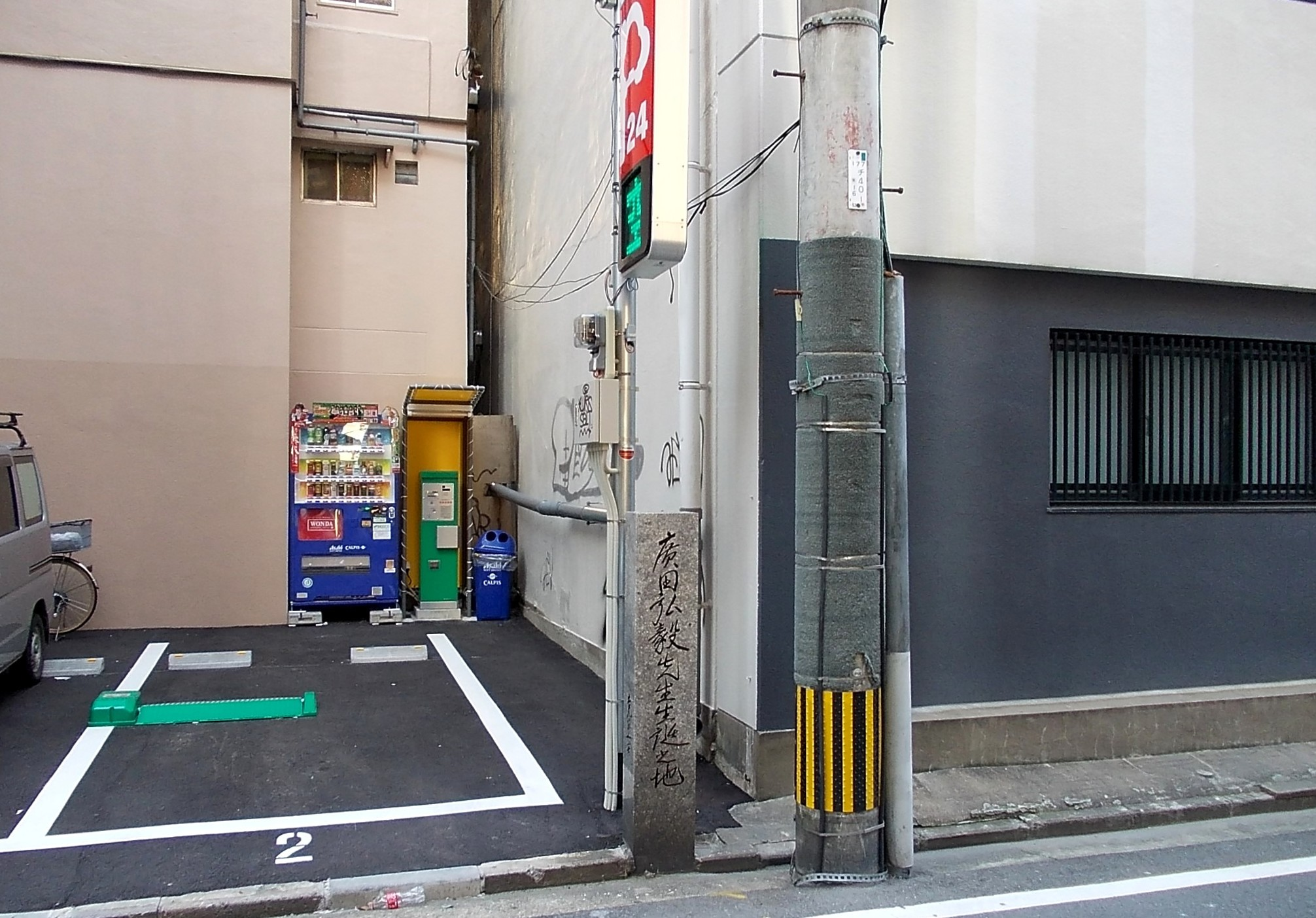
「廣田弘毅先生 生誕之地」の石碑

1878年（明治11年）2月14日、福岡県早良郡福岡鍛冶町（のち福岡市中央区天神三丁目）の広田徳平（通称：広徳）とタケ（旧姓：高野）の長男として生まれる。初名は丈太郎（じょうたろう）。
父・徳平は箱崎の農家の子で、石材店を営む広田家に徒弟で入り真面目さと仕事熱心が買われ、子のなかった広田家の養子となった。『広田弘毅伝』などによると、当時の広田家はひどく貧しかったというが、親族によるとそれほど貧しくはなかったという。また徳平は条約改正に反対し、大隈重信に爆弾を投げつけて重傷を負わせた来島恒喜のために立派な墓碑を寄贈した。来島は玄洋社の社員であり、広田家と玄洋社の間につながりがあったことを示している。母・タケからは「どんなことがあっても、人の厄介になるな、自分のことは自分でせよ。」と訓戒されていたという。

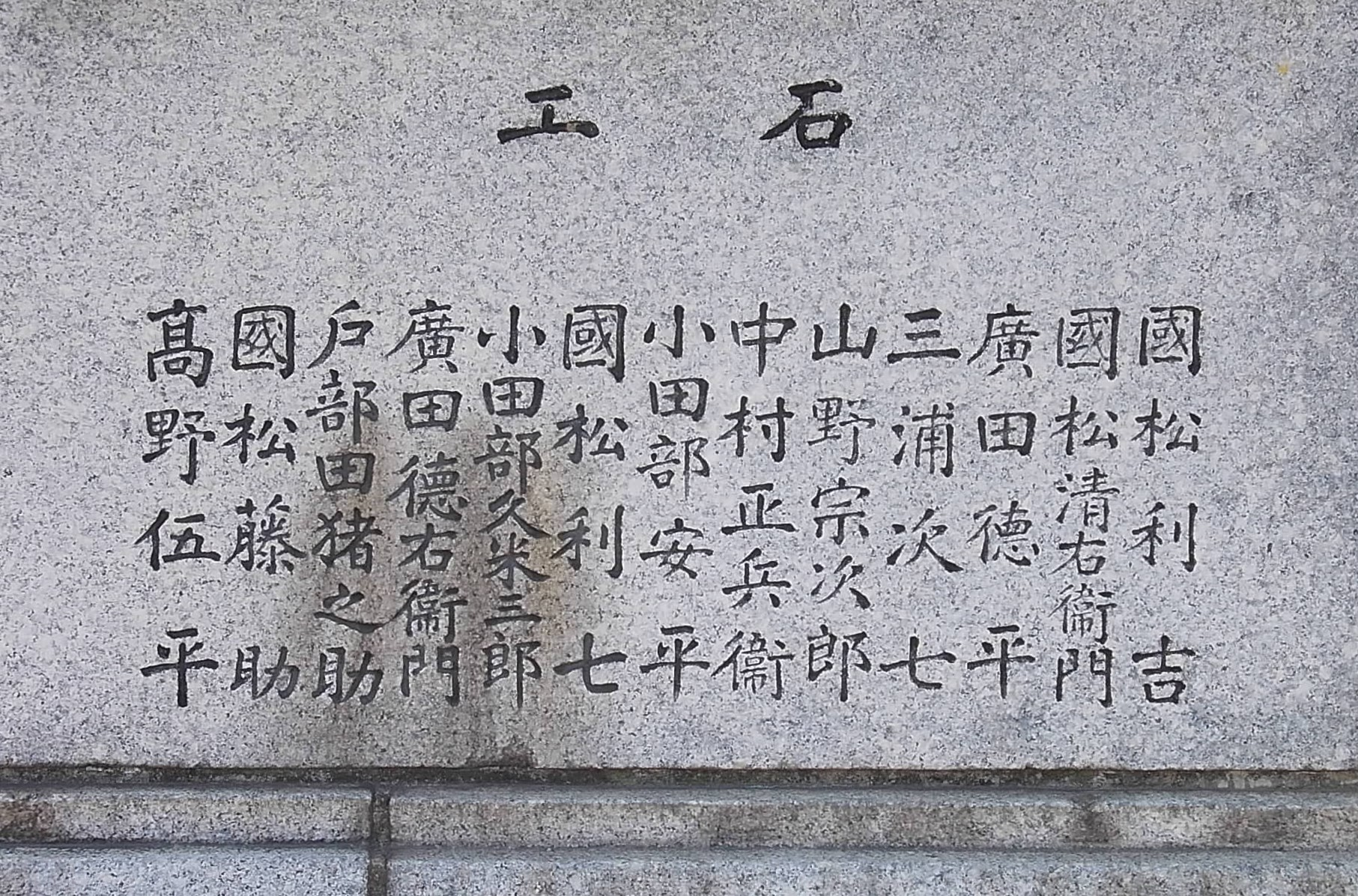
亀山上皇像の銘板

福岡市の東公園内にある亀山上皇像の銘板には設置に功績があった石工として徳平の名が刻まれている。

### 学生時代
福岡市立大名小学校、高等小学校卒業後、予科を経て福岡県立尋常中学修猷館（現・福岡県立修猷館高等学校）に入学した。同窓生には同期で外交官となった平田知夫がいる。広田は幼少期から柔道、書道を得意としており、玄洋社の所有する柔道場で稽古をしていた。後に柔道場が新築された時の落成式では総代を務めている。このころ玄洋社の社員となった。
当初は家計への負担をかけないために陸軍士官学校への進学を志望していたが、修猷館時代に起きた三国干渉に衝撃を受け、外交官を志した。修猷館卒業直前、帰依している禅宗の僧侶に相談に行き、「おまえが自分で自分に責任を持てると思うなら自分で名前を考えろ」と言われ「弘毅」と改名した。「弘毅」は『論語』巻四 泰伯第八にある「士不可以不弘毅」（士はもって弘毅〈「弘」とは広い見識、「毅」とは強い意志力〉ならざるべからず）から採った。改名は正当な理由が無いと難しいが、僧籍に入る場合は改名事由となるため、1年間寺に入ったということにしてもらった。
1898年（明治31年）修猷館卒業後、平田とともに上京し、1901年（明治34年）第一高等学校英法科を経て、東京帝国大学法科大学政治学科に学んだ。学費は玄洋社の平岡浩太郎が提供している。また頭山満の紹介で副島種臣、山座円次郎、内田良平や杉山茂丸の知遇を得た。内田の紹介で講道館に入り、また山座には特に気に入られた。山座は広田らに外交関連の小冊子の発行を依頼し、1903年（明治36年）には満洲・朝鮮の視察を命じている。日露戦争時には捕虜収容所で通訳を行い、ロシア情報の収集に当たった。大学卒業後の1905年（明治38年）に外交官及領事官試験を受けるが、英語が苦手で落第、韓国統監府に籍を置いて次期試験に備えた。帝大同期の佐分利貞男は首尾よく合格している。赴任直前に玄洋社幹部・月成功太郎の次女で、広田らの下宿生活の手伝いをしていた静子と結婚した。静子との結婚前には元外相・加藤高明の紹介で三菱財閥の令嬢との縁談が持ち上がったが、これを断っている。また、高橋是清が自分の娘との縁談を持ち掛けたが、これも断った。翌年の外交官及領事官試験では、合格者11人のうち首席で合格、外務省に入省した。同期は吉田茂、武者小路公共、池邊龍一、林久治郎ら。

### 外交官時代

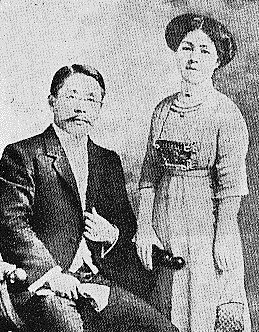
1909年、妻の廣田静子（右）と

1907年（明治40年）、外交官補として北京の在清国公使館へ、その後は三等書記官としてロンドンの在英国大使館に赴任。1913年（大正2年）6月、本省の通商局第一課長となり第一次世界大戦後、中国への「対華21ヶ条要求」の条文作製に参加するものの最後通牒形式で出すことには強く反対した。1919年（大正8年）、ワシントンD.C.に赴任することとなり、その際サンフランシスコに着くと外務省の役人として初めて日本人移民村の視察を行い、移民たちから歓迎を受ける。
その後、新設された情報部の課長、次長を経て1923年（大正12年）9月、第2次山本内閣発足にともない欧米局長となる。次の加藤高明内閣では国際協調を重んじる「幣原外交」のもとで欧米局長として対ソ関係の改善に取り組み、1925年（大正14年）の日ソ基本条約締結により国交回復にこぎつける。当時、広田は党派を超え広く外部と交際しており「外務省には幣原、出淵、広田の3人の大臣がいる」と言われるほどであった。
1926年（大正15年）11月、オランダ公使を拝命（任地ハーグ着任は1927年〈昭和2年〉6月）。1929年（昭和4年）にはハーグ対独賠償会議の日本代表を務めた。
1930年（昭和5年）10月、駐ソビエト連邦特命全権大使を拝命（任地モスクワ着任は12月）し、1932年（昭和7年）にかけて務めた。着任後、満洲事変が勃発。政府は軍を直ちに撤兵させる旨を各国政府に通告するよう駐在大使・公使に訓令を出したが広田は慎重な態度をとり、ソ連に通告を出さなかった。関東軍は撤兵することなく永久占領の形でチチハルに居座り、駐在大使・公使が各国政府の信頼を失う中、モスクワだけが例外となった。

### 協和外交

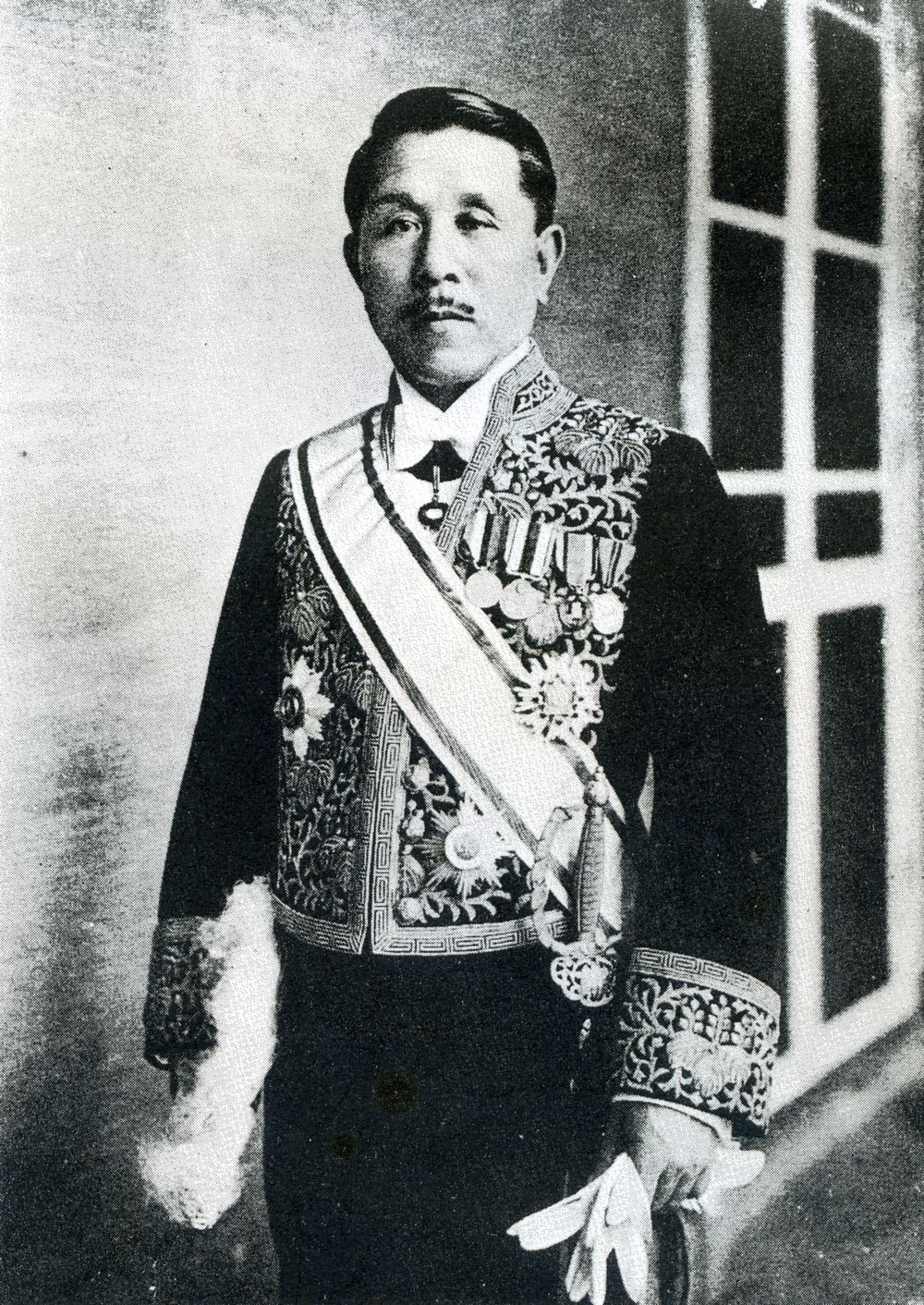
外務大臣のころ

1933年（昭和8年）9月14日、齋藤内閣の外務大臣に就任。これは前任者の内田康哉の人選によるものである。このとき、各国の駐日大公使を招いて新任挨拶をした際、駐日米国大使ジョセフ・グルーの信頼を得る。斉藤内閣で5回にわたり開かれた五相会議では、対ソ強硬意見を唱える陸軍大臣・荒木貞夫と海軍大臣・大角岑生を相手によく渡り合い、陸軍の提出した「皇国国策基本要綱」を骨抜きにした。
1934年（昭和9年）4月17日、外務省情報部長・天羽英二が中国大陸（中華民国）に対する外国の干渉を退けるという趣旨の会見を行った（天羽声明）。この発言を欧米諸国は「東亜モンロー主義」であるとして激しく非難し、外務省内部からも反発された。天羽の発言は広田名義で駐華公使・有吉明に宛てた公電であったが、この公電の内容を指示したのは外務次官の重光葵であった。広田はグルーなどに第三国の利益を害するものではないと釈明を行ったが、天羽や重光が処分されることはなかった。
同年7月3日、斎藤内閣は総辞職したが、続いて岡田内閣でも外相に留任し、当時ソ連との間で懸案となっていた、東支鉄道買収交渉を妥結、条約化し、鉄道をめぐる紛争の種を取り除いた。また、ソ連との間で国境画定と紛争処理の2つの小委員会をもつ委員会を設けることを取り決め、のちに自身の内閣で国境紛争処理委員会として設置される。
1935年（昭和10年）1月22日、帝国議会において広田は日本の外交姿勢を「協和外交」と規定し万邦協和を目指し、「私の在任中に戦争は断じてないと云うことを確信致して居ります」と発言した。この発言は蔣介石や汪兆銘からも評価された。その後、中国に対する外交姿勢は高圧的なものから融和的なものに改められ、治外法権の撤廃なども議論されるようになった。さらに在華日本代表部を公使から大使に昇格させた。諸外国もこの動きに追随したため、中華民国政府は広田外交を徳とし大いに評価した。しかし、軍部は満洲国の承認がない状態での対華融和に反対であり、特にこの動きは軍部への根回しがほとんど行われなかった。また軍部は衝突が起こるたびに独自に中国側と交渉し、梅津・何応欽協定や土肥原・秦徳純協定を結ばせた。中華民国側は外務省に仲介を求めたが、「本件は主として停戦協定に関聯せる軍関係事項なるを以て、外交交渉として取り扱うに便ならず」として拒絶した。
中華民国政府内の親日派は日本との提携関係を具体化すべく、同年5月から広田と協議を始めた。中華民国側は「日中関係の平和的解決、対等の交際、排日の取締」の3条件を提示し、さらに満洲国の承認取り消しを求めないという条件を伝えた。しかし広田はこれに納得せず、新たな「広田三原則」を提示した。
1. 支那（中華民国）側をして排日言動の徹底的取締りを行いかつ欧米依存より脱却すると共に対日親善政策を採用し、諸政策を現実に実行し、さらに具体的問題につき帝国と提携せしむること。
2. 支那側をして満洲国に対し、窮極において正式承認を与えしむること必要なるも差当り満洲国の独立を事実上黙認し、反満政策を罷めしむるのみならず少なくともその接満地域たる北支方面においては満洲国との間に経済的および文化的の融通提携を行わしむること。
3. 外蒙等より来る赤化勢力の脅威が日満支三国の脅威たるに鑑み、支那側をして外蒙接壌方面において右脅威排除のためわが方の希望する諸般の施設に協力せしむること。

この三原則は外務・陸・海の3大臣の了解事項となり、首相・岡田啓介、大蔵大臣・高橋是清もこれを了承した。これは対中外交の大枠を決定することにより、実質的に軍部を牽制するものであった。しかし中華民国側には失望を以て受け止められた。「中国側の原則はまだしも相互主義的であったが、広田三原則は一見して明らかなとおり、日本側の一方的な要求に終始していた。」と日中歴史共同研究の日本側研究者は結論つけている。
また、軍の国防問題講演会や国体明徴講演会に対抗するため、吉田茂ら待命の大公使に国内各地で外交問題講演会を開かせた。

### 内閣総理大臣

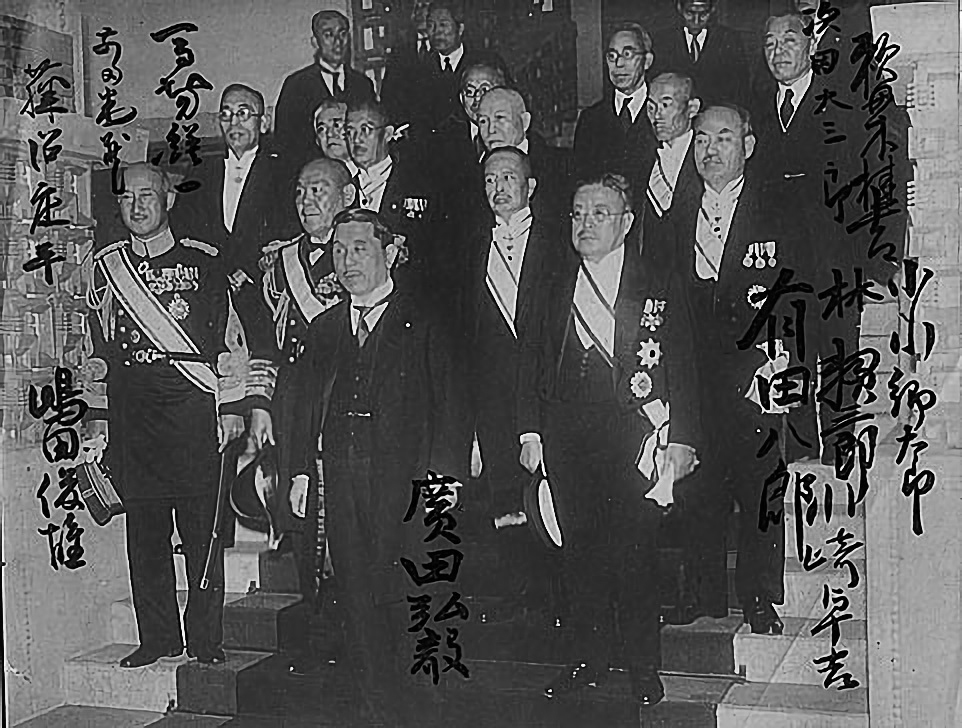
1936年3月9日、広田内閣の閣僚らと

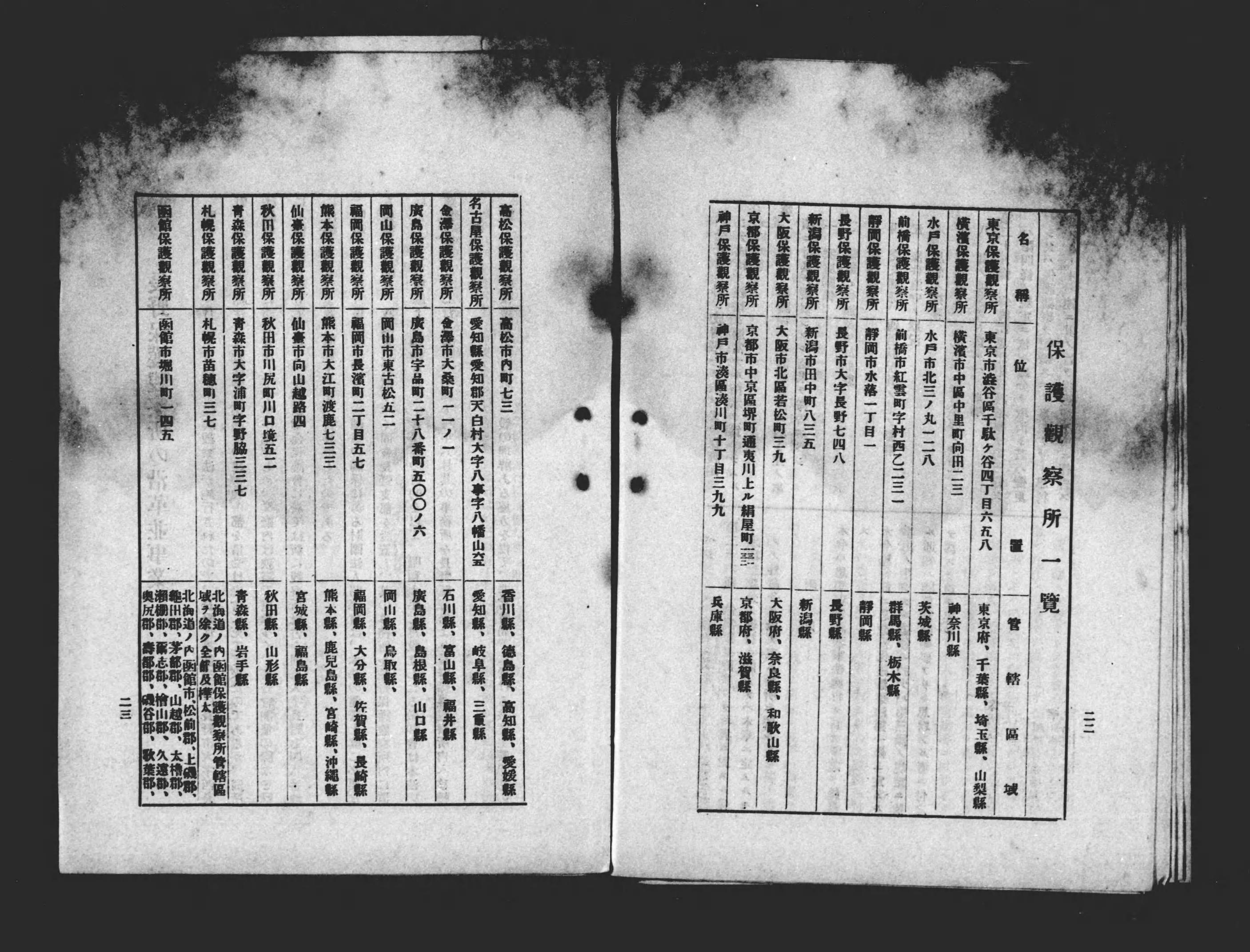
1936年5月29日成立の思想犯保護観察法によって設置された思想犯保護観察所の一覧。

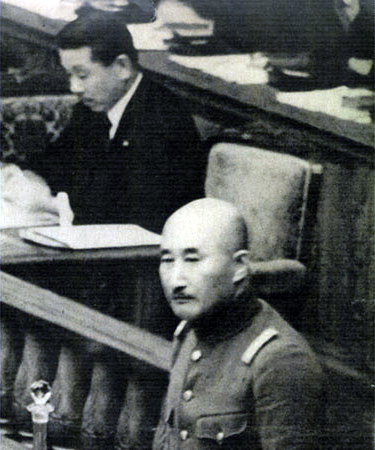
1937年1月21日、衆議院本会議にて衆議院議員濱田國松の質問に答弁する陸軍大臣・寺内寿一（手前）と廣田（奥）

二・二六事件が発生すると岡田内閣は総辞職した。当時の総理大臣は最後の元老であった西園寺公望が天皇の下問を受けて推薦していた。このとき西園寺はまず近衛文麿を推し、初めに近衛に組閣命令が下ったが、近衛は病気を名目に辞退した。そのため枢密院議長・一木喜徳郎が広田を推した。西園寺もこれを了承し、近衛を介して吉田茂を説得役として派遣した。広田は拒み続けたがついには承諾した。
昭和天皇は広田が総理になることについて、西園寺に「広田は名門の出ではない。それで大丈夫か」と尋ねた。広田は名家出身でないのはもとより、親類・縁者にもこれといった人がなかったが、それによるいじめを心配してのことだった。しかし当時の日本は業績主義が徹底し、出自に関わらず軍学校を経て高級軍人や帝国大学を経て高等文官への道が開かれていた。
これを後で聞いた広田は「陛下は自分に対して信任がないのではないか」ととても気にしていた。1936年（昭和11年）3月5日、天皇から組閣大命が下る。この際、天皇から新総理への注意として、歴代総理に与えられた3ヵ条の注意があった。
- 第一に憲法の規定を遵守して政治を行なうこと。
- 第二に外交においては無理をして無用の摩擦を起こすことのないように。
- 第三に財界に急激な変動を与えることのないように。

の他に「第四に名門を崩すことのないように」という1ヵ条が特に付け加えられた。これは当時は貴族院改革が問題となっており、特に軍部や右翼により華族議員の削減による経費削減が議論となっていた事による。
組閣にあたって陸軍の武藤章や山下奉文などから閣僚人事に関して不平がでた。好ましからざる人物として指名されたのは吉田茂（外相）、川崎卓吉（内相）、小原直（法相）、下村海南、中島知久平である。吉田は英米と友好関係を結ぼうとしていた自由主義者であるとされ、結局吉田が辞退し広田が外務大臣を兼務し（かわりに吉田は駐英大使に任命される）小原、下村らも辞退、川崎を商工相に据えることになり3月9日、広田内閣が成立した。
就任後は二・二六事件当時の陸軍次官、軍務局長、陸軍大学校長の退官・更迭、軍事参事官全員の辞職、陸軍大臣・寺内寿一ら若手3人を除く陸軍大将の現役引退、計3千人に及ぶ人事異動、事件首謀者の将校15人の処刑など大規模な粛軍を実行させた。しかし軍部大臣現役武官制を復活させ、軍備拡張予算を成立させるなど軍部の意見を広範に受け入れることとなる。とくに軍部大臣現役武官制の復活については、あらたに首相となった広田自身が二・二六事件のようなクーデタをふたたび起こされて殺害されることがないよう、叛乱を起こした青年将校らを必ず死刑にすることを陸軍に求めたため、その取引材料として軍に現役武官制を認めざるをえなくなったとも言われている。
また粛軍と共に「庶政刷新」に取り組み、以下の広田内閣の七大国策・十四項目を決定した。
1. 国防の充実
2. 教育の刷新改善
3. 中央・地方を通じる税制の整備
4. 国民生活の安定
  - （イ）災害防除対策、（ロ）保護施設の拡大、（ハ）農漁村経済の更生振興及び中小商工業の振興
5. 産業の統制
  - （イ）電力の統制強化、（ロ）液体燃料及び鉄鋼の自給、（ハ）繊維資源の確保、（ニ）貿易の助長及び統制、（ホ）航空及び海運事業の振興、（ヘ）邦人の海外発展援助
6. 対満重要国策の確立、移民政策（二十カ年百万戸送出計画）及び投資の助長等
7. 行政機構の整備改善

具体的には義務教育期間を6年から8年へ延長、地方財政調整交付金制度の設立、発送電事業の国営化、母子保護法などの法案化を決定した。11月には防共協定を締結した。これについて広田は頭山満の死後、頭山を「大徳」と呼び「英米の東洋圧迫が露骨化して来たころ、陰ながら先生が独大使との間に尽され斡旋された」とその内幕を書いている。
また自ら天皇にも働きかけ、文化勲章を制定した。だが、広田は文化勲章の発表を2月11日に予定していたため、内閣総辞職により自らの手で発表することは出来なかった。
一方で軍部の自由行動を押さえ、統帥の一元化をはかるために大本営を設置する案を持っていた。しかしこれは正式に提案されることはなかった。
1937年（昭和12年）1月、議会で浜田国松と寺内寿一の間で「割腹問答」が起こった。激怒した寺内は広田に衆議院解散を要求、しかし政党出身の4閣僚がこれに反対し、海軍大臣・永野修身も解散には否定的であった。このため広田は閣内不統一を理由に内閣総辞職を行った。
広田の後任として組閣大命を受けたのは宇垣一成であったが、陸軍が反対し軍部大臣現役武官制によって陸軍大臣が得られずに組閣できずに終わる。かわって林銑十郎に組閣大命が下り、2月2日に林内閣が成立した。

### 近衛内閣外相

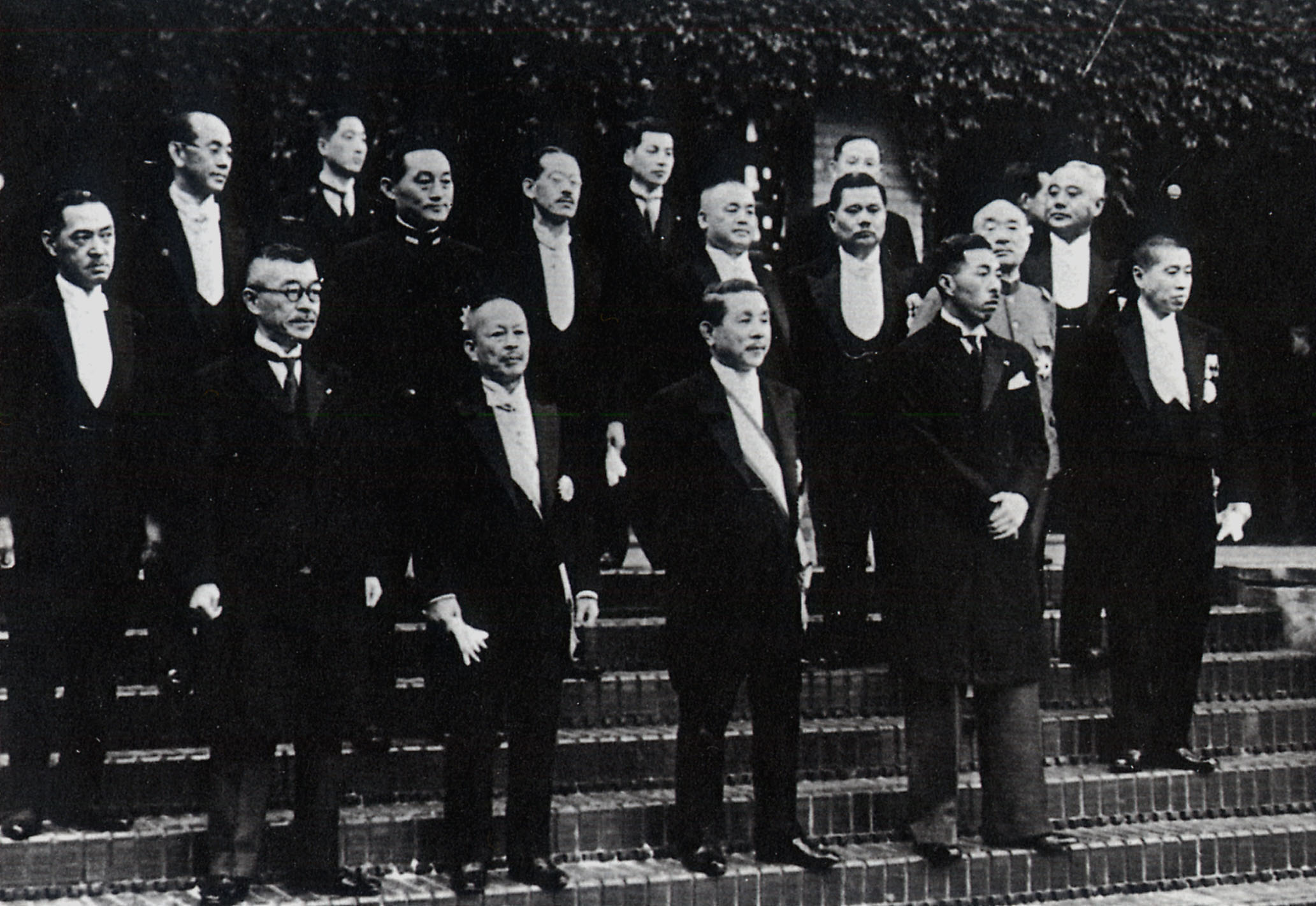
1937年、内閣総理大臣近衛文麿（最前列右から1人目）ら第1次近衛内閣の閣僚らと

辞職後しばらくは鵠沼の別荘で恩給生活を送る。5月31日には貴族院の勅選議員となった。6月4日に近衛文麿を首相とする第1次近衛内閣が成立すると、近衛の要請で外務大臣となった。しかし組閣後間もない7月7日に盧溝橋事件が勃発し、中華民国との間で戦闘状態が発生した。当初、広田は不拡大方針を主張し、現地交渉による解決を目指した。南京駐在の参事官・日高信六郎を通して国民政府外交部長・王寵恵に対し次のように要求させた。
しかし戦果に対して世論が沸き立つと、徐々に妥協的になり、陸軍の求める増派や休戦条件を了承するようになった。
この時の内務大臣・馬場鍈一は、「広田外務大臣の如きはあまりに消極的で、こういう大事な時に進んでちっとも発言しない」とし、近衛も「外務省は広田さんの消極的な態度にはほとんどあきれ返って、下の者がまるでサボタージュというような状態だ」と語っている。この時、広田の部下であった東亜局長・石射猪太郎と東亜一課長・上村伸一は辞表を提出したが、広田に慰留されている。不拡大を実現したい陸軍作戦部長・石原莞爾は何度も首脳外交を提案するが、外交のプロを自認する広田は動かず、外務省は石射を中心に、北支からの撤退を基本とする和平条件を作り陸海軍の了承を得るが、実現しなかった。
閣議で不拡大方針が放棄された後も、日華和平の動きは続いた。当初、広田が南京に派遣されるという案があったが、実行されなかった。最終的には元外相・有田八郎を中国に派遣して国民政府との交渉の糸口をつかもうとした。
また駐日ドイツ大使ヘルベルト・フォン・ディルクセン、駐華ドイツ大使オスカー・トラウトマンを介して事変の解決を働きかけたが、日本軍の占領地域が拡大すると「先に我方条件に付御話したるが、その後一ヶ月余りも経過し戦局多いに進捗し、今日に至りては日本国民の支那に対する考え方にも変化を生じ、日支関係の根本的建直しを求め居る」として条件を付加し、交渉はまとまらなかった。交渉中止の決定を受け、「国民政府を対手とせず」という近衛声明が発せられた。
1938年（昭和13年）1月22日、広田は帝国議会で「到底事変解決の見込ないことが明かとなったのであります」と述べ、「帝国と真に提携するに足る新興支那政権の成立発展を期待」するとした。この後、南京に日本の支援で「中華民国維新政府」が設立されたが、蔣介石率いる重慶国民政府との交渉ルートは失われ、和平は絶望的になった。5月26日、路線転換を図った近衛は内閣改造を行い、広田は外相を辞任した。後任はかつて広田内閣後の首相候補となった宇垣一成であった。
外相時代にはそのほか、上海でのヒューゲッセン遭難事件、揚子江のパナイ号事件、蕪湖のレディバード号事件に善処し、英国大使・ロバート・クレイギーと米国大使・ジョセフ・グルーから高く評価された。また企画院による総理直属の対華中央機関である対支局設置構想に外交の一元主義を破壊するとして反対している。

### 第二次世界大戦中
外相辞任後は貴族院議員として過ごした。1939年（昭和14年）の平沼内閣総辞職後には近衛が広田を首相候補としてあげた。一方で広田は近衛を推薦したが、西園寺は阿部信行を奏薦した。
阿部の後の米内内閣では請われて内閣参議となった。米内内閣が倒れると元首相として重臣会議に出席し、第2次近衛内閣の成立に関わった。この時、広田は当初「この際やはり軍に諒解のある、軍に近い者がいい。従って軍人がいいけれども、適当な人がなければ、やはり近衛より他あるまい」と消極的ながら賛成した。しかし近衛が松岡洋右を外相としようとすると、「松岡では危ない。東郷を起用するがよい」と反対した。しかし近衛は松岡を外相とし、日独伊三国条約（日独伊三国同盟）を締結した。広田は三国条約が英米を敵にすることとして反対している。
第二次世界大戦開戦後の1940年（昭和15年）10月の大政翼賛会発足後には後藤文夫、東郷茂徳、石黒忠篤、松本烝治とともに貴族院院内会派無所属倶楽部を組織した。1941年（昭和16年）の第3次近衛内閣の成立には難色を示したものの、東條内閣成立には賛成している。この時対米交渉に悩んだ東郷外相が辞職して事態打開を図ろうとしたが、広田はこれを慰留している。
太平洋戦争（大東亜戦争）開始時の広田の反応はさまざまなものが伝えられている。1941年（昭和16年）11月29日に開かれた重臣会議では、東条英機が「戦争に訴えざるを得ざる理由」を述べた。『大本営陸軍部戦争指導班　機密戦争日誌』では「阿部（信行）、林（銑十郎）、広田は首相の決意を諒とせるが如し」と、東条に同意したように描写している。一方で『木戸幸一日記』では会議で「危機に直面して直に戦争に突入するは如何なるものにや」「仮令（たとい）打ち合いたる後と雖も、常に細心の注意を以て機会を捉えて外交々渉にて解決の途をとるべきなりと思う」と発言したとされる。後に昭和天皇は広田の発言を「全く外交官出身の彼としては、思いもかけぬ意見を述べた」と評している。
1942年（昭和17年）6月、日泰攻守同盟条約慶祝答礼のため、特派大使として矢田部保吉特命全権大使、水野伊太郎特命全権公使、朝海浩一郎書記官、東光武三書記官らとともにタイ王国に派遣される。1943年（昭和18年）中ごろの広田を、広田と面会した学生が「軍部の横暴に憤られ、それに抗しきれぬ東条内閣の無策を非難され、戦争は絶対勝てぬから早く終息させねばならぬとおっしゃり、日夜その方策に奔走されているようでした」と回想している。
戦況が悪化しつつあった1944年（昭和19年）に東條内閣が倒れると、小磯内閣によって最高戦争指導会議が設置された。9月4日に開かれた会議では、和平仲介のため広田を特使としてソ連に派遣する決定を下した。しかしソ連外相ヴャチェスラフ・モロトフによって特使受け入れは拒絶されている。
1945年（昭和20年）5月25日の東京大空襲で原宿の自邸が罹災したため、藤沢市鵠沼の別荘に避難する。
同年6月にはソ連を通じた和平交渉を探っていた東郷茂徳の意を受けて、箱根の強羅ホテルに疎開していたソ連大使ヤコフ・マリクと非公式の接触を図る。広田は私的な来訪を装ってソ連の条件を探り出そうとしたが、ソ連は既に対日参戦の方針を固めていたことに加え、日本側の条件を明確にしなかったこともあり、東郷が期待した返答を得ることはできなかった。6月29日の3度目の面談（東京のソ連大使館で実施）がマリクとの最後の接触となり、7月14日に再度の会見をソ連大使館に電話で申し入れた広田をマリクは拒絶して交渉は終結した。8月10日の重臣会議では「無条件降伏も亦已むを得ない」と発言し、日本の降伏を迎えた。

### 東京裁判

#### 逮捕
1945年8月20日、鵠沼の別荘から知人である安部十二造の練馬の家に移る。
連合国軍が進駐してくると、同年11月までに米国戦略爆撃調査団により呼び出しがあり明治生命ビルで事情聴取を受けている。
さらに同年12月2日、連合国軍最高司令官総司令部は、日本政府に対し広田らの逮捕を命令。
A級戦争犯罪人容疑者として巣鴨プリズンに収監された。収監された広田に対し、GHQの組織した国際検察局が、極東国際軍事裁判の訴追対象とするかどうかを決定するための尋問を行った。
この中で国際検察局側は、組閣時に閣僚人事に軍の干渉を受けたことや、首相時代に軍部大臣現役武官制を復活させた点を重視した。広田は後者については「この決定が現在の情勢を招いたとは思わない」と回答している。ただし、「軍の活動が緊迫したものになると外交政策はそれに引きずられてしまうことが多い。そうなると外務大臣などほとんど無力化されてしまう」と統帥権の独立を盾に政府に圧力をかける軍への対応に苦慮したことも率直に明かしている。支那事変当時、追加派兵の予算を認めた点を「陸軍の活動を承認したことにならないか」と問われたことには「事実はその通り」とも答えた。
こうした広田の回答から、国際検察局は広田を「広田氏は軍国主義者ではないものの、政府を支配しようとする陸軍の圧力に屈しており、侵略を容認し、その成果に順応することでさらなる侵略に弾みをつけた者達の典型である」として、「日本が膨張を遂げていく上での積極的な追随者」「共同謀議の一端を担った」と認め、訴追対象に加えた。
なお、広田は尋問の最後で「自分の処罰を軽くするための弁明を行っているとは思わないでほしい。過ちだと判定される事柄については、私は責任を取る」と述べている。
はじめキーナンその他検事らは、田中上奏文（偽物）を入手し、検事らはこれが日本の膨張政策の脚本だ、ヒトラーのマイン・カムブに相当するものと考え、これを基本として訴因を組み立て、「共同謀議」の発生を昭和3年1月1日（田中内閣）とした。しかし、田中上奏文が何者かが作った偽物と判明したため、これに替わる基礎的計画書がなければ共同謀議の根本が崩れる。そこで替わりとして飛びついたのが広田内閣（昭和11年8月11日）の時に決定した「国策の基準」である。

#### 訴追

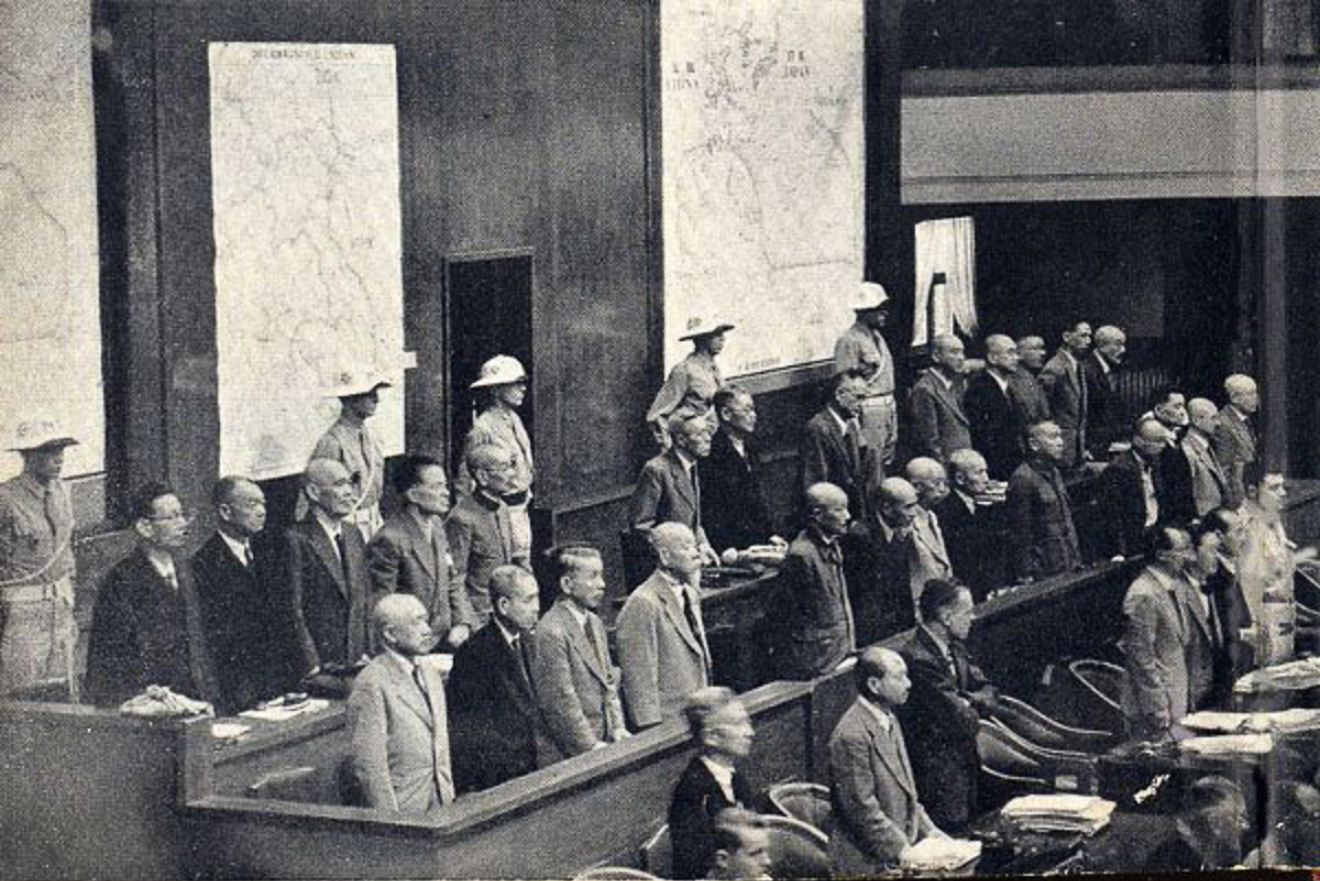
極東国際軍事裁判にて

この結果、「対アジア侵略の共同謀議」や「非人道的な行動を黙認した罪」などに問われて起訴された。最も大きな罪状とされたのは日中戦争を始めたことについてである。南京虐殺事件に関しては、外務省が陸軍に対して改善を申し入れていたが、連合国側は残虐行為が8週間継続したこと、そして広田が閣議にこの問題を提議しなかったことで、広田が事件を黙認したものと認定した。
広田は公判では沈黙を貫いた。弁護人の一人であるジョージ山岡が統帥権の独立の元では官僚は軍事に口を出せなかったことを弁明した際にも、広田はそれについて語ろうとしなかった。外国人の弁護士と日本人の弁護士がついて「このままあなたが黙っていると危ないですよ。あなたが無罪を主張し、本当の事を言えば重い刑になることはないんですから」としきりに勧め、同じA級戦犯の佐藤賢了も同様に広田に無罪を主張するよう促していた。にもかかわらず東京裁判で広田が沈黙を守り続けたのは、天皇や自分と関わった周囲の人間に累が及ぶことを一番心配していたからだとされる。広田は御前会議にも重臣会議にも出席しており、日中戦争が始まる時にも天皇を交えた話し合いがもたれていた。
広田の場合は、裁判において軍部や近衛に責任を負わせる証言をすれば、死刑を免れる事ができた、という分析も多く、広田とは対照的に軍部に責任を擦り付ける発言に終始した木戸幸一は、後に広田の裁判における姿勢について「立派ではあるけどもだ、…つまらん事だと思うんだ」と評している。

#### 死刑判決

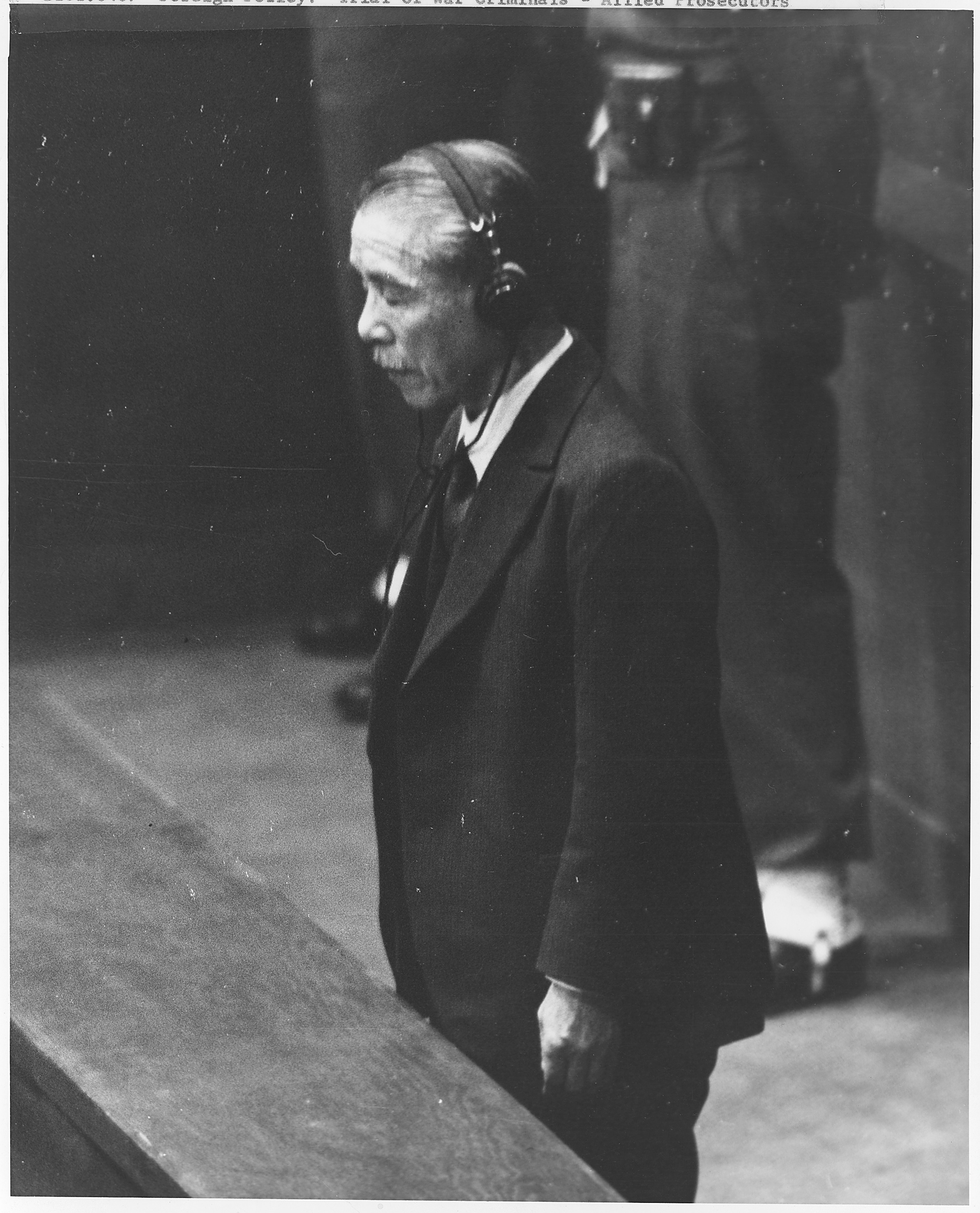
1948年、極東国際軍事裁判にて裁判長ウィリアム・ウェブからの死刑宣告を聞く広田

広田は最終弁論を前に、弁護人を通じて「高位の官職にあった期間に起こった事件に対しては喜んで全責任を負うつもりである」という言葉を伝えている。
広田は55の訴因で訴えられていたが、そのうち「侵略戦争の共同謀議」、「満洲事変以降の侵略戦争」、「戦争法規遵守義務の無視」の三つの訴因で有罪と判定された。判決では総理大臣期の国策基準、防共協定、特に日中戦争期の外務大臣としての責任が言及された。日中戦争について、「広田はこれらの計画をすべて十分に知っており、そしてこれを支持した」「外交交渉で日本の要求が満たされるに至らないときは、武力を行使することに終始賛成していた」とした。また南京事件に関しては「かれがとることができた他のどのような措置もとらなかったということで、広田は自己の義務に怠慢であった」と指摘し、「彼の不作為は、犯罪的な過失に達するものであった」としている。
この有罪言い渡しの後、法廷はしばらく休廷に入った。この時弁護人の花井忠に「量刑というものは情状で軽くなるものでしょうか」と聞き、花井が「そうです」と答えると「困ったナァ、長くつながれるのが一番困る」と述べた。その後、再開した法廷で広田には死刑宣告が行われた。この後、広田に「残念でなりません」と語りかけてきた元ドイツ大使の大島浩に対しては、「雷に打たれた様なものだ」と飄々とした表情で返答したという。
11人の裁判官中3人（インド、オランダ、フランス）が無罪、2人（オーストラリア、ソ連）が禁錮刑を主張している。オランダのベルト・レーリンク判事は「広田が戦争に反対したこと、そして彼が平和の維持とその後の平和の回復に最善を尽くしたということは疑う余地が無い」と明確に無罪を主張している。
近衛文麿が自決していたために、文官の大物戦犯である広田は注目されていた。そんな中で文官で唯一の死刑判決に広く衝撃が走った。「太平洋戦争を止めようとしていた」という印象を国民の間にも強く持たれていた広田に対する死刑判決には、多くの疑問の声が上がった。占領軍の決定に対する反対運動などが皆無だった当時において、減刑するように全国から数十万という署名が集められた程である。また、死刑を求刑していたはずの連合国の米国人検察官側からですら判決は意外だったとの声もあり、最終弁論で「彼らは誰一人として、人類の品位というものを尊重していない」と被告人達に罵詈雑言を浴びせた首席検事のジョセフ・キーナンですら『何という馬鹿げた判決か。シゲミツは、平和主義者だ。無罪が当然だ。マツイ、ヒロタが死刑などとは、まったく考えられぬ。マツイの罪は、部下の罪だから、終身刑が相応しい。ヒロタも絞首刑は不当だ。どんな重刑罰を考えても、終身刑までではないか。』と判決を批判している。前記南京事件に関し、日本ではせいぜい保護責任者遺棄致死罪とされるような防止責任･監督責任といった間接的な責任であっても、英米法では英米ともに"murder"として当時の日本でいう謀殺と同じ犯罪類型で取り扱われ、早くから英国から独立し独自に法体系を発展させてきた米国と異なり、この当時の英国及び英連邦自治領諸国では未だ"murder"は酌量の余地無く死刑が必至とされる罪（必要的死刑）であった。死刑は6対5の1票差の多数決で決まったとされ、必要的死刑制度を採る国の裁判官が多かったことが票数に影響したと考えられる。
一方で、玄洋社に対してGHQの調査分析課長であったエドガートン・ハーバート・ノーマンが「日本の国家主義と帝国主義のうちで最も気違いじみた一派」という見解を示していたことや、大陸で工作活動をした黒龍会を設立した内田良平と広田が友人であったこと、1944年（昭和19年）に没した頭山満の葬儀委員長を務めたこと（副委員長は緒方竹虎）、妻・静子の父親が国粋主義者であったことなどから「広田＝右翼」という先入観があったと見る説も、日本にはある。
広田の妻・静子は東京裁判開廷前の1946年（昭和21年）5月18日に鵠沼の別邸で服毒自殺している。自殺の理由として、国粋団体の幹部を親に持つ自分の存在が夫の裁判に影響を与えると考えていたためとされている。死因は初め狭心症と発表されており、自殺であったことは1953年（昭和28年）の広田の追悼記念会で公にされた。
広田は文官出身であり、国民からの人気もあったため減刑嘆願書が日本国内で二万九八五人分集まった。

#### 死刑執行
1948年（昭和23年）12月23日の午前0時21分、巣鴨プリズン内で絞首刑を執行された。70歳没。処刑後、遺体は同日に処刑された6名の受刑者の遺体とともに、米軍によって横浜市の久保山斎場に極秘裏に持ち込まれて火葬された後、軍用機から太平洋上へ散骨された。墓所は福岡市聖福寺。さらに裁判で小磯国昭の弁護人を務めた三文字正平らによって久保山斎場の共同骨捨場から回収された広田を含む遺灰の一部が、静岡県熱海市の興亜観音での一時安置を経て、愛知県三ヶ根山の殉国七士廟に合祀されている。また、広田は文官であったが、昭和殉難者として靖国神社に合祀されている。

### その後
2001年（平成13年）当時首相であった小泉純一郎が靖国神社に参拝したことをきっかけにA級戦犯分祀論が注目を集めた。広田の孫の弘太郎（当時67歳）は2006年（平成18年）7月27日付をはじめとするマスメディアの取材に対し、「広田家が1978年（昭和53年）の合祀に同意した覚えはない」、「私が合祀を聞いた時にはびっくりした。そんなはずはないと、間違えて祀ったと」、「靖国神社は確信犯としてやったのでしょうね。勝手に祀られたというか、びっくりしたということに加えて言うとすれば、不快感まで言っていいのかわからないが決して喜んではいないし、できれば取り消して欲しい」、「家族としては英霊として祀られることを希望しません。特に靖国神社に。英霊だとみなして頂くことが、うれしいことではない。靖国神社というものはお国のために戦死した兵隊とか軍人とか、そういう方を祀るためにできた神社であって、軍人でもなければ戦死者でもない広田弘毅が靖国神社に祀られる資格さえない。私どもから希望したりお願いしたことはありません。神社の方から同意を求めるということもありませんでした」、「祖父は軍人でも戦没者でもなかったので靖国神社と広田家はそもそも縁がない。また、首相であったので何らかの責任はある」という見解を述べている。
2015年には小説家の城山三郎が小説「落日燃ゆ」の取材で訪れた際も、叔母たち（広田弘毅の娘たち）は立ち会わず、ふすま越しにやりとりを聞いていたことや、父母などに  「おじいさんは立派な人だった。おまえもああいう人を目指しなさい」、「顔が似てる」と言われていたと振り返り、「靖国神社で祭られる方は戦死した兵隊や軍人だが、祖父は軍人でも戦死者でもないので菩提寺で十分だと思っている」と述べ、靖国神社に日本国民として慰霊の気持ちでお参りしていることを明かしている。
そして「日本国民の代表である首相がお参りするのは当然で、隣国に何か言われるから参拝しないのは、とんでもない話だと思います」、「東京裁判がどういう経緯で判決に至ったか。審理されなかった証拠は山ほどあり、研究する意義はあります。時を経て記憶が薄れるのは仕方ない。でもせめて私の子供の世代ぐらいまでは東京裁判を含め現実の歴史がきちんと伝わってくれればよいのですが…」と語った。

## 評価
広田が外相・首相を務めた期間は、日中が散発的な衝突を繰り返しつつ、やがて全面的な戦争に突入していく時期と重なっている。広田が強硬な大陸政策を取る軍部の方針に反対でありながら抵抗出来ず、東京裁判で文官でありながら唯一絞首刑となった点をとらえ、悲劇の外政家としての側面を描き出したのが、城山三郎の『落日燃ゆ』であり、今日におけるような、広田に対する同情的な見方が広まるのに一役買っている。
しかし絞首刑の是非はともかく、広田が外相・首相という責任ある立場にありながら、悪化していく状況にほとんど有効な手を打てないどころか消極的に追随していったのは事実であり、外交の専門家からの評価は概して厳しい。例えば、盧溝橋事件の際に外相の広田の煮え切らない態度に外務省の部下は失望している。第一次近衛内閣の外相時の対応について、当時の外務省東亜局長であった石射猪太郎は「この人が平和主義者であり、国際協調主義者であることに少しも疑いを持たなかったが、軍部と右翼に抵抗力の弱い人だというのが、私の見る広田さんであった」「広田外務大臣がこれ程御都合主義な、無定見な人物であるとは思わなかった」と回想している。
政治学者の猪木正道も、トラウトマン和平工作時の広田の姿勢を厳しく批判して「駐日ドイツ大使に和平のあっせんを頼みながら、南京攻略後の閣議では真っ先に条件のつり上げを主張するなど、あきれるほど無責任、無定見である」とし、「一九三六年のはじめごろから、広田は決断力を失ったと思う」と評している。猪木の著作を読んだ昭和天皇は「猪木の書いたものは非常に正確である。特に近衛と広田についてはそうだ」と猪木の評価を肯定している。
『昭和天皇独白録』によると、昭和天皇は広田についてきわめて批判的な見解をもっていたことがわかる。天皇は広田を「玄洋社出身の人物」と明確に述べており、その思想に必要以上に警戒心をもっていたようである。広田が戦争の長期化や軍部ファシズム化にむしろ積極的な役割を果たしていたとさえ感じている節がある。『昭和天皇独白録』をめぐる座談会において、天皇のこの広田への見解が連合軍の広田の心証形成に影響を与え（独白録が記録されたのは1946年〔昭和21年〕3月から4月にかけてである）東京裁判での広田の判決につながったとする可能性を半藤一利と秦郁彦が指摘しているが、伊藤隆と児島襄はその可能性なしとして否定反論している。
広田が首相時代に締結した防共協定は、日本をドイツに接近させ、日米対立を決定的にさせた日独伊三国同盟の締結に繋がることになる。また、同じく首相時代に軍部大臣現役武官制を復活させたことにより、軍部の要求を受け入れない内閣が次々と倒れるなど、軍部による政治干渉を決定的なものとする事となった。その結果、内閣は軍部の対外強硬的な要求を受け入れざるを得なくなり、大東亜戦争に突入することになったという見方もある。

## 逸話

福岡市にある広田の銅像

- 「石屋の倅から総理大臣へ」としばしば言われるように、立身出世した。現在の国会議事堂は広田が首相の当時の1936年（昭和11年）に「帝国議会議事堂」として完成しており、現在の議事堂に初めて登壇した首相でもある。
- 戦前唯一の福岡県出身の首相であり、2008年（平成20年）に麻生太郎が就任するまで唯一の福岡県出身首相であった。
- 福岡市中央区の福岡市美術館前に広田の銅像が設置されている。この像は玄洋社最後の社長であり、戦後には福岡市長を務めた進藤一馬の呼びかけで建立された。
- 首相・外相としては批判されることの多い広田であるが、大使時代の外交官としての能力や評価は高く、東京裁判でのオランダ出身のベルト・レーリンク判事の広田無罪論に結びついた。レーリンクは1977年に発表した著書で、国際連合で後に広田弘毅の外交が世界のルールになったことに触れ、広田弘毅が有罪で死刑になったことは間違っていたと語っている[48]。

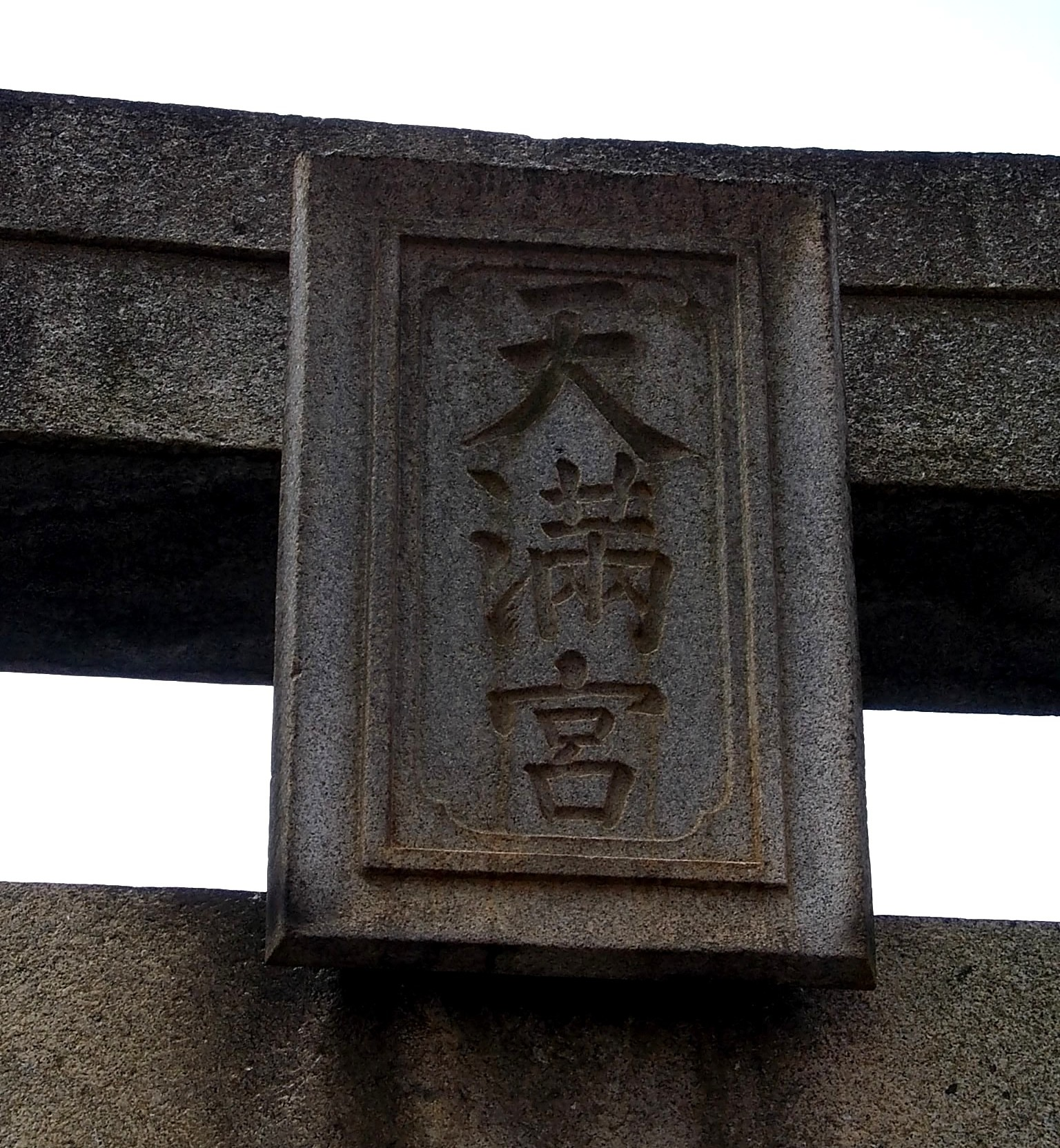
水鏡天満宮鳥居の題額

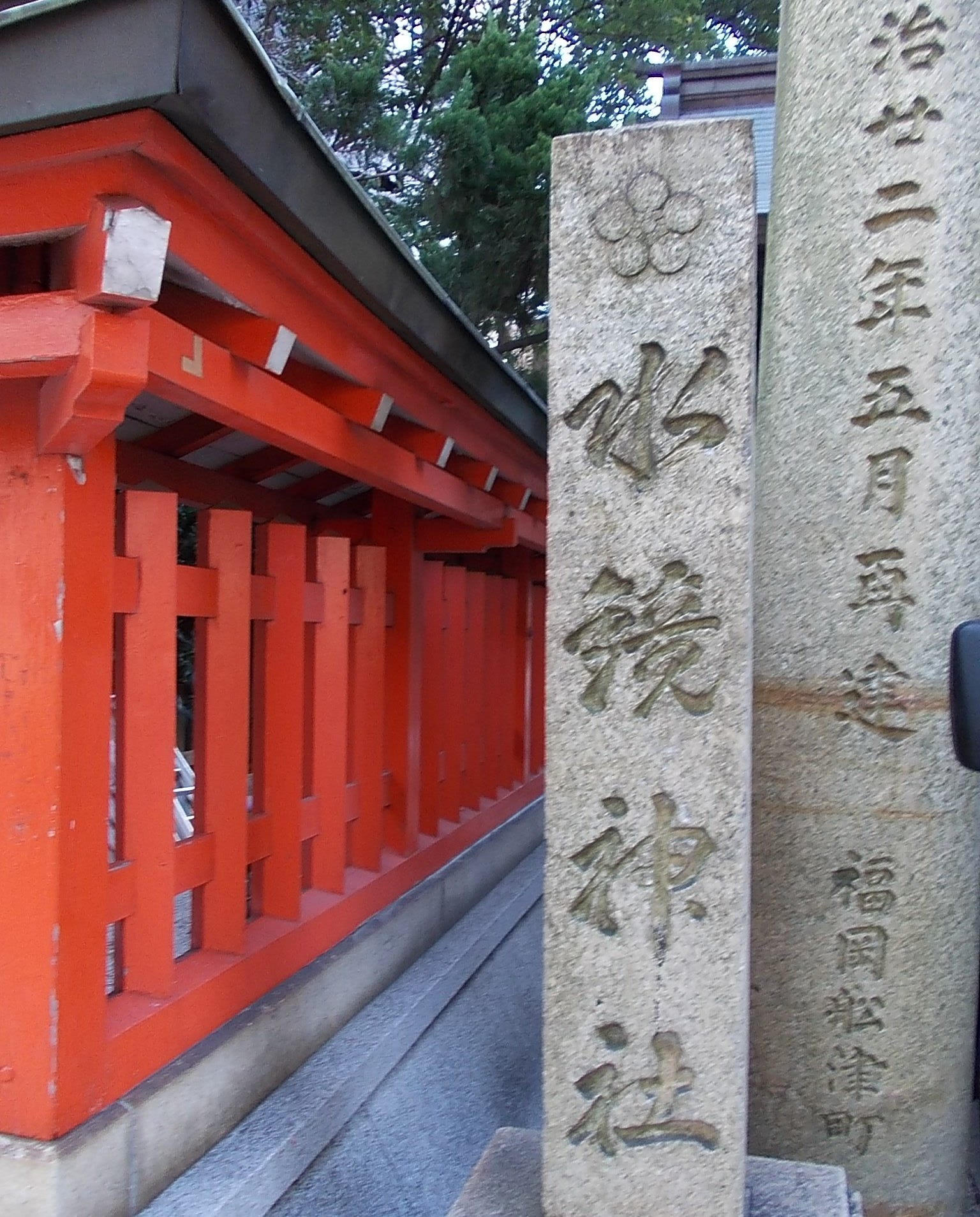
石碑｢水鏡神社｣

- 能筆家であり、福岡市天神の水鏡天満宮鳥居の題額は小学校の時、日清戦争戦勝を祝して建立された石碑｢水鏡神社｣は、広田が17歳のときに揮毫したものである（各右画像参照）[注釈 16]。
- 重光葵によると、広田は巣鴨プリズン収監中に受けた揮毫の依頼には何十篇でも「物來順応　弘毅書」と書き、まるで自身の経文であるかのようで筆跡も見事なものだったという[49]。
- 前記のように名門出身でないことから色々と苦労した広田だが、首相時代に江戸時代の身分ではさらに下になる全国水平社出身の衆議院議員・松本治一郎から「（被差別部落民に対する）差別観念の撤廃には華族制度の廃止が不可欠」と質問され、「華族制度は宮内省の管轄[注釈 17]なので答弁を差し控えたい」と答えたことがある。
- 巣鴨拘置所に自由に出入りし得た唯一の日本人である花山信勝の著『平和の発見－巣鴨の生と死の記録』によると花山が絞首刑前の感想を求めたところ「すべては無に帰して、言うべきことは言ってつとめ果たすという意味で自分は来たから、今更何も言うことは事実ない。自然に生きて自然に死ぬ」と言い、後に評論家・唐木順三はそれを引き「東條らと比べ虚飾がなく態度ができている」と評した。
- 処刑に際し、先に執行された東條らの万歳三唱について「いま、『マンザイ』をやっていたのでしょう」と日本人で唯一立ち会いが許された僧の花山に問いかけたとされる。漫画家小林よしのりは自著『いわゆるA級戦犯』の中で「単なる駄洒落ではないか」との説を提唱している。また小林も引用している城山三郎の『落日燃ゆ』では「文官の自分が処刑されるのは漫才のようなもの」との皮肉を込めたと、終戦後にも関わらず万歳をした東條らへの皮肉とも受け取ることができる描写がされている。また、後から処刑執行された広田らの組も万歳をしたが、城山三郎は、広田は万歳に加わらなかったと書いている。しかし現場にいた花山は、一同で万歳三唱したと書いており、作家の城山三郎が小説「落日燃ゆ」で記述したことについて講演で「広田さんも一緒に天皇陛下万歳と大日本帝国万歳を三唱された。作者の誤解にすぎない」と明確に否定している[50]。
- 次男の忠雄は旧制高校を2浪しており、三男の正雄と共に早稲田の予科を受けたところ、三男は合格したが次男は不合格の後に自殺した（自殺後、補欠合格の通知が届いた）。
- 後輩外交官の杉原千畝は、長男に弘樹（読みはひろき）と命名するほど広田を尊敬していた[51]。

## 親族
- 妻：静子
- 長女：千代子（1906年生） - 菅野尚一の次男、誠の妻[52]
- 長男：弘雄（1908年生）[52] - 妻の治は日比谷平左衛門の長男、新次郎の次女[53]。
- 次男：忠雄（1910年生）[52] - 1930年自殺[54]
- 三男：正雄（1912年生）[52]
- 次女：美代子（1914年生）[52]
- 三女：登代子（1917年生）[52]

## 栄典
位階
- 1907年（明治40年）2月1日 - 従七位[55][56]
- 1909年（明治42年）3月1日 - 正七位[55]
- 1912年（明治45年）3月11日 - 従六位[55]
- 1916年（大正5年）7月31日 - 正六位[55]
- 1919年（大正8年）2月10日 - 従五位[55]
- 1922年（大正11年）7月20日 - 正五位[55]
- 1925年（大正14年）10月15日 - 従四位[55]
- 1930年（昭和5年）11月1日 - 正四位[55]
- 1933年（昭和8年）10月2日 - 従三位[55][57]
- 1935年（昭和10年）10月14日 - 正三位[55]
- 1937年（昭和12年）2月23日 - 従二位[58][59]

勲章など
| 受章年                    | 略綬 | 勲章名                   | 備考 |
| ------------------------- | ---- | ------------------------ | ---- |
| 1907年（明治40年）9月14日 |      | 勲六等瑞宝章             |      |
| 1911年（明治44年）8月24日 |      | 勲五等瑞宝章             |      |
| 1912年（大正元年）8月1日  |      | 韓国併合記念章           |      |
| 1915年（大正4年）11月10日 |      | 大礼記念章（大正）       |      |
| 1916年（大正5年）4月1日   |      | 双光旭日章               |      |
| 1918年（大正7年）9月26日  |      | 勲四等瑞宝章             |      |
| 1920年（大正9年）11月1日  |      | 旭日小綬章               |      |
| 1924年（大正13年）5月31日 |      | 勲三等瑞宝章             |      |
| 1926年（大正15年）2月10日 |      | 勲二等瑞宝章             |      |
| 1933年（昭和8年）10月5日  |      | 勲一等瑞宝章             |      |
| 1934年（昭和9年）4月29日  |      | 旭日大綬章               |      |
| 1938年（昭和13年）11月2日 |      | 銀杯一個                 |      |
| 1940年（昭和15年）8月15日 |      | 紀元二千六百年祝典記念章 |      |

外国勲章佩用允許
| 受章年                     | 国籍             | 略綬 | 勲章名                                 | 備考 |
| -------------------------- | ---------------- | ---- | -------------------------------------- | ---- |
| 1907年（明治40年）10月23日 | フランス共和国   |      | レジオンドヌール勲章シュヴァリエ       |      |
| 1908年（明治41年）6月1日   | ロシア帝国       |      | 神聖アンナ第三等勲章                   |      |
| 1909年（明治42年）6月29日  | 大清帝国         |      | 三等第一双龍宝星                       |      |
| 1911年（明治44年）10月5日  | イギリス帝国     |      | 皇帝皇后両陛下戴冠記念章               |      |
| 1924年（大正13年）5月27日  | フランス共和国   |      | レジオンドヌール勲章コマンドゥール     |      |
| 1930年（昭和5年）5月28日   | オランダ王国     |      | オラニエ＝ナッサウ勲章グランクロア     |      |
| 1934年（昭和9年）12月25日  | ベルギー王国     |      | レオポルド勲章グランクロア             |      |
| 1935年（昭和10年）9月21日  | 満洲帝国         |      | 満洲帝国皇帝訪日記念章                 |      |
| 1937年（昭和12年）11月22日 | ドイツ国         |      | ドイツ鷲大十字勲章                     |      |
| 1938年（昭和13年）4月25日  | 満洲帝国         |      | 勲一位龍光大綬章                       |      |
| 1938年（昭和13年）10月29日 | ポーランド共和国 |      | ポーランド復興勲章グランクロア         |      |
| 1938年（昭和13年）11月4日  | イタリア王国     |      | 聖マウリッツィオ・ラザロ大十字騎士勲章 |      |
| 1939年（昭和14年）12月27日 | タイ王国         |      | 白象勲一等大十字騎士章                 |      |
| 1943年（昭和18年）9月11日  | タイ王国         |      | 白象勲特等大綬騎士章                   |      |

## 関連作品
映画
- 『大東亜戦争と国際裁判』1959年、新東宝、演：清水将夫
- 『激動の昭和史 軍閥』1970年、東宝、演：藤山竜一
- 『プライド・運命の瞬間』1998年、東映、演：名川貞郎
- 『南京の真実 第1部「七人の死刑囚」』2008年、演：寺田農

TVドラマ
- 『燃えよ!ダルマ大臣 高橋是清伝』1976年、フジテレビ、演：武内亨
- 『落日燃ゆ』1976年、NETテレビ（のちテレビ朝日）、演：滝沢修
- 『日本の戦後 第8集 審判の日 極東国際軍事裁判』1977年、NHK、演：河野秋武
- 『吉田茂』1983年、関西テレビ、演：芦田伸介
- 『山河燃ゆ』1984年、NHK大河ドラマ、演：武内文平
- 『悲劇の宰相 広田弘毅』1993年、フジテレビ、演：田村高廣
- 『命なりけり 悲劇の外相東郷茂徳』1994年、TBS、演：近藤洋介
- 『白洲次郎』2009年、NHK、演：世古陽丸
- 『落日燃ゆ』2009年、テレビ朝日、演：北大路欣也
- 『負けて、勝つ 〜戦後を創った男・吉田茂〜』2012年、NHK、演：佐野史郎
- 『二つの祖国』2019年 テレビ東京、演：リリー・フランキー

TV情報番組
- NHKスペシャル『A級戦犯は何を語ったのか〜東京裁判・尋問調書より〜』2007年、NHK、演：江原真二郎